# Fredrik Danielsson
Carl Fredrik Danielsson, född 11 februari 1974, är entreprenör och investerare. 
Mellan åren 1998 och 2004 arbetade Fredrik Danielsson på Carnegie Investment Bank där han var chef för telekomresearch under de tre sista åren. Dessa år (2001-2004) rankade bolagsledningar inom telekomsektorn samt institutionella investerare honom som en av Sveriges ledande finansiella analytiker då han utsågs till bästa analytiker inom sin sektor, teleoperatörsbranschen.
I mitten av decenniet blev Fredrik Danielsson partner i det Londonbaserade private equity-företaget Novator LLP där han som VD för Novator Finland var inblandad i konsolideringen av den finska mobiloperatörsmarknaden från fyra till tre operatörer. Under 2005 omnämndes Fredrik Danielsson av tidningen Affärsvärlden som en av "morgondagens makthavare". Fredrik Danielsson har därefter verkat som styrelsemedlem i en rad privata och börsnoterade bolag i och utanför Skandinavien. Idag är Fredrik Danielsson verksam som styrelsemedlem i bolagen Zenterio AB och Euro China Capital AB (ordförande). Fredrik Danielssons Euro China Capital AB gjorde 2015-2016 ett hyggligt resultat på omkring 20 miljoner kr per år. Men 2017 gjorde de ”bara” 4 miljoner kr i resultat och 2018 hamnar de plötsligt på minus 23 miljoner kr. 23 miljoner har alltså plockats ut från firman. Hur vet vi inte än, men klart är att de avregistrerades för F-skatt i slutet av 2018 på grund av ”bristande redovisning/betalning”. Sommaren 2020 avgick en revisor och ny fick tillträda. Årsredovisningarna för 2017 och 2018 innehåller svidande kritik från revisorerna. Företaget har blåst upp sina egna fordringar på utländska bolag och därmed kunnat visa upp tillgångar på över 300 miljoner kronor, trots att ingen ränta har betalats på dessa fordringar under något av åren. Det verkar vara en siffra som Fredrik Danielsson har tagit ur luften. I övrigt har man inte betalat skatter och avgifter i tid eller skött bokföringen.
Företaget har dessutom dragits med mängder av skulder till kronofogden. Allt från små telefonräkningar till skatteavgifter.

Under 2018-2020 samlar också Fredrik Danielsson på sig skyhöga skulder på kort tid. Det inkommer fordringar från två byggföretag som genomfört lyxrenoveringar på hans hus på Strömsö som han köpte 2015. Anmärkningsvärt är att huset då låg ute med ett utropspris på 50 miljoner kronor, och att Danielsson samtidigt blev avhyst från en bostadsrättsförening i Stockholms innerstad. Hur han hade råd med den affären är högst oklart, men vi skulle tippa att han inte blir långvarig när han inte kan betala för renoveringen och hans bolag verkar vara på väg rakt mot en konkurs.
Den 29 april 2025 dömdes Danielsson av Stockholms tingsrätt för att ha brukat kokain vid ett tillfälle den 29 juli 2023, med platsangivelse Strandvägen 37 i Stockholm eller dess närhet. Brottet rubricerades som ringa narkotikabrott, och rättegången avgjordes utan huvudförhandling. Bevisningen bestod bland annat av ett positivt urinprov, en polisanmälan och uppgifter från förhör. Danielsson gav ingen konkret förklaring till omständigheterna.
Påföljden blev 30 dagsböter á 710 kr, totalt 21 300 kr, samt en avgift till brottsofferfonden på 1 000 kr och ersättning till staten för provtagningskostnader på 1 300 kr.
Domen är inte den första där Danielsson förekommer i brottmål. Redan 2016 godtog han ett strafföreläggande för innehav av narkotikaklassade tabletter. Han är dessutom i dagsläget föremål för en förundersökning om bokföringsbrott, initierad av Ekobrottsmyndigheten med koppling till bolaget Euro China Capital AB.